# Enfrentamientos en el oeste de Siria (diciembre de 2024-marzo de 2025)
Después de la caída del gobierno de Ásad tras varias ofensivas lanzadas por grupos de la oposición armada, entre finales de noviembre y principios de diciembre de 2024, se han producido varios enfrentamientos entre los leales al depuesto presidente y remanentes del régimen baazista contra las fuerzas del actual gobierno de transición sirio, principalmente en los remanentes de las gobernaciones de Tartús y Latakia, de mayoría alauita, así como en las gobernaciones occidentales de Hama y Homs.
El Gobierno tomó medidas para rastrear aldeas en el oeste de Siria para localizar y arrestar o eliminar a oficiales y funcionarios asociados con crímenes de guerra del régimen de Assad durante la guerra civil siria . Los enfrentamientos fueron provocados por la proliferación de vídeos en las redes sociales que muestran imágenes de un ataque al santuario de Abu Abdullah al-Hussein al-Khusseibi en Alepo, ocurrido en noviembre. Esto incitó varias manifestaciones y disturbios civiles entre las comunidades alauitas por parte de elementos leales a Bashar al-Ásad en el oeste de Siria. 
También se han reportado informes de ataques de venganza contra figuras alauitas asociadas con el régimen de Assad en partes del oeste de Siria.  El Observatorio Sirio de Derechos Humanos, con sede en el Reino Unido, también informó de numerosos ataques contra civiles y exmiembros del personal de seguridad, principalmente alauitas, en la región, llevados a cabo por hombres armados no identificados, que provocaron la muerte de más de 322 civiles, 138 de los cuales se confirmó que habían muerto en la violencia sectaria.     
El 29 de diciembre de 2024, un nuevo grupo llamado Resistencia Popular Siria anunció su oposición al gobierno dirigido por HTS y amenazó con atacar a las fuerzas de HTS en respuesta a los disturbios civiles desde el derrocamiento del régimen de Assad. 

## Antecedentes
En diciembre de 2024, un ataque sorpresa respaldado por Turquía a través de Hayat Tahrir al-Sham (HTS) y otras fuerzas rebeldes derrocó al gobierno del presidente sirio Bashar al-Assad, poniendo fin a más de cinco décadas de gobierno de la familia Assad en Siria. La ofensiva sorpresa, originada en la región noroeste del país, apoyada con cobertura aérea estadounidense e israelí en el este del país, provocó que Al-Assad y su familia buscaran asilo en Rusia. El emir y comandante militar del HTS, Ahmed al-Sharaa, emergió como el líder de facto de Siria luego de la caída de Damasco, cuando la mayoría de las tropas de las Fuerzas Armadas árabes sirias se rindieron, huyeron del país o desertaron. 

### Disturbios civiles
Después de la caída del régimen de Assad, se informó de una escalada de tensiones en el oeste de Siria, en particular en regiones con importantes poblaciones alauitas. Se reportaron disturbios civiles en varios lugares, incluidos Tartús, Latakia y Qardaha, el lugar de nacimiento de Bashar. Algunos sectores de la población alauita temían posibles represalias debido a que varios miembros de la secta leales a Assad estaban asociados con los crímenes de guerra documentados del régimen baazista y a las crecientes demandas de justicia por parte de personas cuyos familiares fueron asesinados o desaparecieron a manos de las fuerzas pro-Assad.  Cronología:
- 15 de diciembre de 2024: el Observatorio Sirio de Derechos Humanos informó que los insurgentes pro-Assad se estaban reuniendo con los ancianos de la aldea en la Gobernación de Latakia, dándoles instrucciones de resistir las acciones de la recién implementada Administración de Operaciones Militares para defender a "la secta alauita". [15]
- 22 de diciembre: estallaron manifestaciones civiles en el distrito de Al-Bahluliyah, al este de Latakia, tras denuncias de abusos por parte de las fuerzas de seguridad del Gobierno sirio, exigiendo la retirada completa de estos de la aldea. El incidente involucró a individuos armados que afirmaban estar afiliados al gobierno sirio y que entraron por la fuerza en la residencia del Mukhtar de Al-Bahluliyah. Al parecer, los intrusos blandieron armas contra jóvenes residentes del vecindario y cometieron varios actos violentos, incluidos abusos verbales y físicos contra miembros de la familia y una niña. Los manifestantes corearon "Muerte antes que humillación" en respuesta. [16]
- 23 de diciembre: cientos de cristianos y sus partidarios marcharon por Damasco después de que combatientes extranjeros incendiaran un árbol de Navidad en Suqaylabiyah, una ciudad cristiana cerca de Hama . Los manifestantes instaron a las autoridades del HTS a proteger a las minorías y a los combatientes extranjeros a abandonar Siria. HTS dijo más tarde que había detenido a los pirómanos. [17] [18] [19]
- 31 de diciembre de 2024: la Agencia Católica de Noticias informó que algunos residentes musulmanes que fueron desplazados de la ciudad de Malula por el régimen de Assad estaban amenazando y acosando a algunos residentes cristianos que fueron acusados de colaborar con grupos militantes pro-Assad. [20]

#### Ataque al santuario de Abu Abdullah al-Hussein al-Khusseibi y circulación de sus vídeos
El 25 de diciembre, las manifestaciones en las comunidades alauitas sirias se intensificaron en respuesta a unos vídeos que mostraban imágenes de hombres armados profanando el santuario de Abu Abdullah al-Hussein al-Khusseibi en Alepo, dedicado al fundador de la rama alauita, considerado uno de los lugares más venerados de la secta a nivel mundial. Los atacantes mataron a cinco custodios del santuario, profanaron sus restos, destrozaron el lugar sagrado y prendieron fuego a la estructura.   El vídeo provocó indignación entre sectores de la población alauita de Siria. 
Las protestas estallaron en múltiples barrios de Homs, incluidos Al-Khudari, Wadi Al-Dhahab, Al-Zahraa, Al-Sabil, Al-Abbasiya y Al-Muhajireen. Los manifestantes expresaron su indignación por el ataque al santuario mediante cánticos sectarios y manifestaciones públicas, y los líderes religiosos y comunitarios lo denunciaron como un ataque al patrimonio y la identidad religiosa alauita, al tiempo que pidieron que los perpetradores fueran llevados ante la justicia. También exigieron que el gobierno conceda mayor seguridad a la comunidad y que elimine todos los elementos extremistas y extranjeros de sus fuerzas armadas. Varios manifestantes fueron detenidos en Homs, Tartús y Jableh.  Las Fuerzas Generales de Seguridad Sirias, que operan bajo el Departamento de Operaciones Militares del nuevo gobierno, abrieron fuego para dispersar a la multitud en Homs, lo que resultó en la muerte de un manifestante y otras cinco personas heridas por disparos. 
Pronto se descubrió que el ataque había ocurrido semanas antes, durante los enfrentamientos entre la oposición siria y las fuerzas del régimen de Assad en Alepo, y que el sitio religioso alauita sólo había sido parcialmente dañado, contrariamente a numerosas publicaciones en las redes sociales que afirmaban que había sido demolido.  Verify Syria, una organización de verificación de hechos, informó que se lanzó una campaña de desinformación coordinada para difundir publicaciones engañosas relacionadas con el ataque al santuario a través de las redes sociales de los leales a Assad, que tenían como objetivo exacerbar las tensiones sectarias y brindar cobertura a los funcionarios del régimen de Assad que huían de Siria.  En respuesta a las crecientes tensiones, el nuevo gobierno reforzó su presencia de seguridad en las regiones dominadas por los alauitas. Las Fuerzas de Seguridad Pública implementaron un toque de queda en Homs, Jableh y Baniás, mientras que refuerzos militares establecieron perímetros de seguridad alrededor de los barrios de Akrama y Al-Nahda para impedir más disturbios. También establecieron puestos de control militares para que los civiles entregaran sus armas y colocaron altavoces en las mezquitas dándoles instrucciones de hacerlo en un plazo de 24 horas. Muchos, especialmente comandantes y oficiales asociados con el régimen de Assad, se negaron a hacerlo. 

### Campaña de desinformación a favor de Asad
Desde la caída del régimen de Assad en diciembre de 2024, Siria ha experimentado un aumento de la desinformación en las redes sociales, dirigida tanto al público sirio como al internacional. DW Noticias informó que la avalancha de desinformación en línea y publicaciones incendiarias en las redes sociales ha tenido consecuencias desestabilizadoras sobre el terreno, como el desencadenamiento de disturbios alauitas después de la circulación generalizada en línea de publicaciones engañosas sobre un ataque a un santuario que ocurrió en noviembre.  
Organizaciones de verificación de hechos, como Verify-Sy y Misbar, han atribuido estas campañas a cuentas de redes sociales asociadas con leales a Assad, así como a medios de propaganda estatales de Rusia e Irán. La Siria baazista había mantenido un extenso aparato de propaganda estatal, y su colapso creó un vacío de información, dejando a muchos sirios vulnerables a narrativas falsas. Los investigadores han señalado que las redes de desinformación rusas e iraníes siguen activas en las redes sociales, desplegando cuentas falsas para avivar las tensiones entre las minorías, en particular la comunidad alauita, e incitar enfrentamientos sectarios. Las cuentas vinculadas a grupos de extrema derecha en Occidente también han estado amplificando las publicaciones islamófobas dirigidas a activistas revolucionarios sirios. 

## Enfrentamientos
- 18 de diciembre de 2024: la Administración de Operaciones Militares llevó a cabo varias redadas en las gobernaciones de Hama y Homs y en varias zonas costeras para buscar a figuras asociadas con Assad y criminales de guerra. [32] Tras la caída del régimen de Assad, el gobierno de transición sirio también lanzó campañas de represión a gran escala contra las armas ilícitas y las redes de tráfico de drogas afiliadas a elementos leales a Assad en el oeste de Siria.
- 29 de enero de 2025: la incitación a la violencia por parte de los leales a Assad en el oeste de Siria han dado lugar a la formación de grupos insurgentes alauitas en la región. También se ha acusado a Irán de patrocinar la insurgencia contra el gobierno de transición sirio. [33]
- 6 de febrero: la Resistencia Popular Siria afirmó haber matado a 9 combatientes de las fuerzas de seguridad sirias, entre ellos un ex comandante del HTS y un comandante del Movimiento del Turkestán Oriental.

### Campaña de la Gobernación de Tartús
- 25 de diciembre de 2024: grupos armados no identificados llevaron a cabo ataques sincronizados contra varios puestos de control de seguridad en la zona rural occidental de Hama con lanzacohetes RPG y ametralladoras pesadas, matando a un soldado del gobierno sirio e hiriendo a otro. [34] Ese mismo día, un contingente del Servicio de Seguridad General, una unidad policial leal al nuevo gobierno, se dirigió a la aldea de Khirbet al-Ma'zah, en la provincia meridional de Tartús. Su intención era arrestar al mayor general Mohammad Kanjo Al-Hassan, quien dirigió la Administración de Justicia Militar y el Tribunal de Campaña durante el régimen de Assad; era considerado uno de los responsables de los asesinatos en masa en la prisión de Sednaya . Al entrar en el pueblo, el Servicio General de Seguridad fue emboscado por militantes, muriendo 14 policías y tres atacantes. Según SOHR, los leales a Mohammed Kanjo Hassan y otro ex oficial baazista, Suhayl al-Hasan, fueron los responsables de la emboscada. Los militantes estaban dirigidos por el hermano de Mohammed Kanjo Hassan y expulsaron a las fuerzas de seguridad de la aldea. [35] El gobierno de transición describió la emboscada como un ataque de los leales a Assad. Se declaró el toque de queda en varias ciudades. [36] Posteriormente, el Comando de Operaciones Militares del gobierno ordenó el arresto de los atacantes y envió refuerzos para asegurar Khirbet al-Ma'zah.
- 26 de diciembre: el Comando de Operaciones Militares llevó a cabo una campaña a gran escala en la Gobernación de Tartús, registrando viviendas y asegurando el campo. Se informó que el general mayor Mohammad Kanjo Al-Hassan fue capturado en Khirbet al-Ma'zah. [37] [38] Tres hombres armados asociados con al-Hassan también murieron en el tiroteo. [39] El Gobierno de Transición Sirio anunció que había arrestado a Mohammed Kanjo Hassan, exjefe del poder judicial militar bajo el régimen de Assad y funcionario de prisiones baazista en la prisión de Sednaya. [40] [41] [42] En otras localidades de la provincia se produjo una "fuga masiva de miembros del antiguo régimen". [43] Dos individuos armados de la aldea de Al-Zarqat, identificados como leales al régimen o " shabiha ", fueron asesinados después de participar en un conflicto armado con las Fuerzas de Seguridad General. La campaña de seguridad provocó que muchos exfuncionarios del régimen implicados en crímenes contra civiles sirios huyeran de varias aldeas, incluidas Al-Zuraiqat, Khirbet al-Ma'zah y zonas aledañas.[44] Además, cuatro soldados del gobierno sirio murieron durante una redada en un bastión pro-Assad en el que se encontraba el líder de la red de narcotraficantes Shujaa al-Ali en Balqsa, al oeste de la Gobernación de Homs.[45]

- 16 de enero de 2025: la Administración de Seguridad General desmanteló un intento de redes de tráfico proiraníes de contrabandear armas desde la región de Tartús al Líbano.[46]
- 28 de febrero: hombres armados no identificados a bordo de dos motocicletas lanzaron granadas contra un puesto de avanzada en la ciudad de Safita, en la zona rural de Tartús, antes de que estallaran enfrentamientos con miembros del Comando de Operaciones Militares estacionados en el puesto de avanzada. Como resultado de los enfrentamientos, un miembro del Comando de Operaciones Militares resultó herido y un civil murió tras quedar atrapado en el fuego cruzado. [47] Ese mismo día, un civil y un miembro del Comando de Operaciones Militares fueron encontrados muertos en la antigua base rusa de Al-Su'ayrah, después de haber desaparecido en la aldea de Kaaf, en la zona de Al-Qadmous, en la zona rural de Tartús . [48] Como resultado, se impuso un toque de queda en la aldea y se produjeron enfrentamientos entre el Comando de Operaciones Militares y pistoleros locales, que provocaron 10 heridos y la muerte de un miembro del Comando de Operaciones Militares y un pistolero local.[49]

### Campaña de la Gobernación de Latakia
- 14 de diciembre de 2024: hombres armados partidarios de Asad tendieron una emboscada a los combatientes de la Legión Sham en al-Muzayri'a, en la zona rural de Latakia, matando o hiriendo a quince soldados. [50]
- 14 de enero de 2025: unidades del Comando de Operaciones Militares fueron secuestradas y tomadas como rehenes por el comandante pro- Assadista Bassam Nasir al-Din en la Gobernación de Latakia. Bassam exigió en un vídeo a las fuerzas de HTS que se retiren del área en 24 horas o, de lo contrario, las unidades tomadas como rehenes serían "masacradas". Más tarde ese día, HTS localizó la ubicación de Bassam usando un dron y envió refuerzos al área para rescatar a las unidades tomadas como rehenes, y lo rodeó en su escondite, lo que finalmente lo llevó a acabar suicidándose. Siete militantes pro-Assad murieron en enfrentamientos posteriores al incidente, y todas las unidades secuestradas fueron rescatadas sanas y salvas, sin que se produjeran víctimas.[51]
- 19 de enero: las fuerzas de seguridad sirias capturaron y destruyeron un enorme envío de Captagon perteneciente a redes de tráfico de drogas vinculadas a Maher al-Assad. El Ministerio del Interior sirio anunció que aproximadamente 100 millones de pastillas de Captagon fueron incautadas en almacenes cerca del puerto de Latakia. [52]
- 22 de enero: hombres armados partidarios de Assad atacaron un puesto de control del Comando de Operaciones Militares con ametralladoras y granadas en la zona industrial a la entrada de Jableh, en la zona rural de Latakia. El ataque dejó dos miembros del Comando de Operaciones Militares muertos y otros dos heridos.[53]
- 24 de enero: un grupo de militantes pro-Assad atacó un puesto de control de seguridad en al-Muzayri'a, en la zona rural de Latakia. Las Fuerzas Generales de Seguridad repelieron el ataque y confiscaron un vehículo y varias armas de fuego a los pistoleros que atacaron el control de seguridad. [54] [55]
- 1 de febrero: miembros del Comando de Operaciones Militares fueron emboscados por la Resistencia Popular Siria en la carretera Latakia-Alepo, cerca de Al-Mukhtariyah, en la zona rural de Latakia. Como resultado, un miembro murió, otros dos resultaron heridos y un cuarto desapareció.[56] [57]
- 23 de febrero: un miembro del Ministerio de Defensa fue asesinado cuando hombres armados atacaron una camioneta cerca de la calle Al-Jumhoriya en Latakia. Como resultado, el vehículo se desvió de la carretera y un civil y varios niños resultaron heridos.[58]
- 27 de febrero: un miembro del Comando de Operaciones Militares murió debido a las heridas sufridas en un ataque a su vehículo llevado a cabo por hombres armados partidarios de Assad cerca de la calle Al-Joumhouryah en Latakia.[59]
- 4 de marzo: dos miembros de las Fuerzas de Seguridad Interna fueron secuestrados por hombres armados partidarios de Assad en Latakia, y luego fueron encontrados muertos. Más tarde durante el día, hombres armados partidarios de Assad atacaron una patrulla de las Fuerzas de Seguridad Interna cerca de la rotonda de Al-Azhari en Latakia, donde ambos bandos intercambiaron intensos disparos.[60]
- 6 de marzo: 16 miembros del Comando de Operaciones Militares fueron asesinados en Jableh.[61][62][63]

### Campaña en la parte Occidental Gobernación de Hama
- 14 de diciembre de 2024: la Administración de Operaciones Militares de Siria llevó a cabo una redada en Al-Mazra'a, en la provincia de Hama, considerada un importante bastión de Hezbolá, que dio como resultado la detención de "docenas de jóvenes acusados de haber cometido violaciones anteriores contra la población de la zona".[64] El 1 de febrero, en un acto de violencia sectaria, hombres armados sunitas mataron a 10 alauitas, entre ellos un niño y una anciana, en la aldea de Arzah.[65]
- 15 de febrero de 2025: se creó un nuevo grupo llamado " Saraya Ansar al Sunnah " después de afirmar que sus combatientes atacaron la ciudad de Arzah y mataron a 12 alauitas y otras 5 personas que, según afirmó, estaban afiliadas al antiguo gobierno baazista en Tell Dahab.[66] El grupo declaró que continuaría con sus ataques hasta que los alauitas y chiitas fueran "eliminados" o desplazados de la región; también afirmó que el grupo está descentralizado y no tiene una sede formal. No está claro quién formó Saraya Ansar al Sunnah. El grupo también se opone a los esfuerzos del gobierno interino de indultar a antiguos miembros del partido Baazista sirio.[66]

### Campaña en la parte Occidental de la Gobernación de Homs
- 6 de febrero de 2025: las fuerzas de seguridad fronteriza sirias lanzaron una operación de seguridad a gran escala en la región occidental de Homs, a lo largo de la frontera libanesa, para desmantelar las redes de contrabando y los grupos armados vinculados a Hezbolá, lo que dio lugar a violentos enfrentamientos, detenciones y el rescate de dos soldados sirios secuestrados. [67] [68] La represión fue parte de una campaña más amplia del gobierno de transición sirio para expulsar a los militantes de Hezbolá, desmantelar las actividades de tráfico en las regiones fronterizas sirias con el Líbano y eliminar a los grupos insurgentes asadistas. [67] [68]
- 18 de enero: un comandante del Comando de Operaciones Militares murió durante enfrentamientos con hombres armados partidarios de Asad en la zona de Talkalakh, en la zona rural occidental de Homs. [69]
- 10 de febrero: las fuerzas militares sirias habían establecido el control de varias aldeas fronterizas que se vieron afectadas por las actividades de redes de contrabando vinculadas a Hezbolá. [70]
- 18 de enero: un comandante del Comando de Operaciones Militares murió durante enfrentamientos con hombres armados partidarios de Asad en la zona de Talkalakh, en la zona rural occidental de Homs. [69]
- 23 de febrero: un miembro del Comando de Operaciones Militares murió a causa de las heridas sufridas durante una operación de rastrillaje unos días antes en una aldea de la zona rural occidental de Homs. [71]

### Levantamiento del 6 de marzo
Una ola de disturbios golpeó la costa occidental de Siria (especialmente las aldeas de Beit Ana y Dalia en la provincia de Latakia) el 6 de marzo liderada por alauitas y insurgentes baazistas. En Latakia, mataron a 15 miembros del personal de seguridad sirio. En respuesta al levantamiento, el gobierno de transición sirio envió refuerzos a la costa occidental de Siria desde Idlib, Hama y Homs.  Los disturbios comenzaron con figuras alauitas en Tartus llamando a protestas contra el nuevo gobierno sirio, liderado por el Consejo Islámico Supremo Alauta. Los sunitas en Jableh reaccionaron exigiendo a las oficinas de policía locales que les dieran armas para armarse.  También se impuso un toque de queda en Homs. Una fuerza de seguridad pública también fue emboscada en la carretera Banias-Jableh y sufrió bajas. 
El grupo insurgente pro-Asad, la Brigada Escudo Costero, participó en los combates. El Consejo Militar para la Liberación de Siria se formó justo antes del levantamiento y también tuvo una participación significativa en el combate.  El director provincial de Latakia declaró que un grupo militante asadista afiliado al comandante militar baazista Suhayl al-Hasan y el recién formado grupo pro-Asad, el Consejo Militar para la Liberación de Siria, llevaron a cabo un ataque en la ciudad. Los enfrentamientos en la aldea se saldaron con un miembro de las fuerzas de seguridad muerto y dos heridos.
El día del levantamiento, el experto militar sirio Esmat al-Absi declaró que los partidarios del partido Baaz estaban intentando reavivar el conflicto en la región, pero sostuvo que el gobierno sirio sería capaz de mantener la situación bajo control.
El Observatorio Sirio de Derechos Humanos (SOHR), con sede en el Reino Unido, informó que las fuerzas de seguridad sirias y los combatientes progubernamentales mataron a más de 300 civiles alauitas en zonas rurales de Latakia. Los civiles alauitas y sus familias huyeron a la base aérea rusa de Khmeimim, en la provincia de Latakia, en busca de refugio. La Red Siria para los Derechos Humanos (SNHR) informó que grupos militantes pro-Assad mataron a aproximadamente 100 miembros del Servicio General de Seguridad Sirio para el 7 de marzo de 2025. Los insurgentes asadistas también mataron a 15 civiles en la ciudad de Jableh.
El presidente sirio Ahmed al-Sharaa advirtió en un discurso transmitido por Telegram que los leales a Asad habían cometido un "error imperdonable", afirmando: "Ha llegado la respuesta y no han podido resistirla. Depongan las armas y ríndanse antes de que sea demasiado tarde". El asesor del expresidente del Consejo Alauita, Muhammad Nasser, afirmó a Al-Ahed que familias enteras habían sido ejecutadas. Él y fuentes locales sirias afirmaron que más de 1700 civiles habían muerto.
El 13 de marzo de 2025, el Ministerio de Defensa sirio anunció la captura de cuatro insurgentes asadistas después de un intento fallido de atacar un cuartel del ejército en la zona rural de Latakia.

## Ataques selectivos contra civiles y otras víctimas

### 2024

#### Diciembre
- 14 de diciembre: la ONG Observatorio Sirio de Derechos Humanos (SOHR), con sede en el Reino Unido, informó que el hermano del imán de la Mezquita del Gran Profeta en Masyaf, Hama, fue ejecutado con tres balazos por asaltantes enmascarados que lo persiguieron y secuestraron, después de que el imán fuera acusado de estar asociado con milicias iraníes y chiitas y de realizar funerales para civiles regionales. [84] Dos civiles fueron secuestrados en Al-Zahraa, Homs. Sus cuerpos fueron descubiertos en una unidad de refrigeración tres días después. [85]
- 15 de diciembre: SOHR informó que tres civiles fueron asesinados en casos separados por hombres armados desconocidos, uno de los cuales fue acusado de ser leal a Assad y torturado antes de ser ejecutado en Halfaya, Hama. [86]
- 16 de diciembre: SOHR informó que un ex soldado del Ejército Árabe Sirio y su hermano fueron secuestrados por asaltantes desconocidos en un vehículo militar mientras estaban haciendo fila en un centro de asentamiento destinado a resolver su estatus de seguridad en el nuevo estado. Los dos fueron asesinados y sus cuerpos fueron arrojados a un lago en el bosque. [87] Atacantes enmascarados secuestraron a un civil a punta de pistola en Al-Shajar y lo ejecutaron cerca de un centro de investigación agrícola de al-Ghab, al noroeste de Hama.
- 17 de diciembre: SOHR informó que un civil fue asesinado por hombres armados en Al-Qusayr . Otros dos civiles fueron asesinados por hombres armados desconocidos en Al-Suwaydah, Masyaf.[88] Un grupo armado atacó a civiles en Al-Shajar y secuestró a un granjero que luego fue encontrado muerto con signos de haber sido torturado previamente.[89]
- 18 de diciembre: SOHR informó que un hombre en al-Tuwaim, en la zona rural occidental de Hama, fue asesinado por dos hombres armados no identificados después de que intentó impedir que le robaran sus ovejas.[90] El 21 de diciembre, SOHR informó que un joven fue secuestrado de su casa en Tartús por un grupo armado desconocido después de haber prometido ayudarlo a resolver su situación de seguridad en el nuevo estado, lo ejecutaron y mutilaron su cadáver.[91] El 22 de diciembre, SOHR informó que un joven fue secuestrado cerca de Homs, llevado a Baniás y ejecutado en un campo por hombres armados desconocidos. [92]
- 23 de diciembre: SOHR informó que un hombre y una mujer fueron asesinados en Wadi Al-Nasara por autores desconocidos.[93] Un residente de Yahmour, Homs, fue asesinado por hombres armados desconocidos después de ser acusado de lealtad al régimen de Assad. [94] Un hombre no identificado fue encontrado muerto en una "ejecución de campo" cerca de la rotonda de Ras Al-Shamra en Latakia. Después de que un grupo de hombres armados desconocidos irrumpió y abandonó Hadidah, un segundo grupo entró y mató a dos civiles por razones desconocidas. [95]
- 24 de diciembre: el SOHR denunció que tres jueces alauitas fueron ejecutados por hombres armados desconocidos mientras viajaban por la zona rural occidental de Hama. [96] Según SOHR, varios hombres armados atacaron y saquearon a los residentes de siete casas en la aldea de Jidrin, de mayoría alauita. [97]
- 25 de diciembre: SOHR informó que un estudiante de medicina fue asesinado a tiros por un hombre armado desconocido en Latakia. [98] Un civil fue encontrado muerto en la autopista M4 en Ariha, Idlib, tras ser asesinado en una "ejecución de campo". Tres personas más fueron asesinadas por hombres armados desconocidos en Tal Sarin, Hama.[99] Un estudiante universitario de ingeniería informática fue ejecutado en la zona rural de Jableh por hombres armados desconocidos. [100]
- 26 de diciembre: el SOHR informó que un grupo armado atacó la aldea de Al-Aziziyah, en la gobernación occidental de Hama, situada en la llanura de Ghab, y ejecutó a un civil antes de arrestar a otros ocho y llevarlos a un lugar desconocido. [101]

### 2025

#### Enero
- 5 de enero: se informó que se encontraron seis cadáveres de trabajadores pertenecientes al Santuario Sayyida Zeinab. La Resistencia Popular Siria pro-Assad acusó al gobierno liderado por HTS de matar a los trabajadores. [102]
- 8 de enero: SOHR informó que tres civiles de una familia fueron asesinados en una ejecución de campo por hombres armados no identificados en Latakia. Otro civil fue asesinado a tiros por hombres armados no identificados en sus tierras agrícolas en Hama . Otras cuatro personas, incluidos tres hermanos de la aldea de Tasnin, cerca de Talbiseh, fueron asesinadas a tiros por hombres armados mientras trabajaban en el campo. También se informó que se encontraron los cadáveres de seis civiles, dos de los cuales eran de Khirbet al-Hamam y cuatro de Al-Ghazila, donde se informó de su desaparición hace unos días en circunstancias misteriosas mientras se dirigían a su trabajo y visitaban a sus familiares en la zona rural de Homs. [103]
- 10 de enero: SOHR, con sede en el Reino Unido, informó que un joven de Qardaha, en la zona rural de Latakia, fue asesinado por hombres armados desconocidos en Hama, donde su cuerpo fue trasladado al Hospital Nacional de Hama. Además, un joven, estudiante de la Facultad de Ingeniería, fue asesinado con varios disparos en la cabeza por hombres armados desconocidos, después de lo cual su cuerpo fue arrojado a un canal de riego y luego trasladado al hospital del barrio de Al-Zahra'a en Homs. [104]
- 13 de enero: SOHR afirmó que dos hombres armados que decían pertenecer al Comando de Operaciones Militares secuestraron a un joven en la aldea de Al-Samiya, en la zona rural de Latakia, cuyo cuerpo fue encontrado posteriormente con heridas de bala y mostrando signos de una ejecución en el campo. Mientras tanto, el cuerpo de otro joven, que había sido secuestrado en la aldea de Al-Mazra'a, en la zona rural de Homs, cuatro días antes, fue descubierto con heridas de bala. [105]
- 14 de enero: SOHR afirmó que los civiles alauitas de la aldea de Tasnin, en la zona rural de Homs, fueron atacados por hombres armados que se presentaron como miembros del Comando de Operaciones Militares . Según SOHR, en el pueblo se inició una campaña de arrestos que duró desde las primeras horas de la mañana hasta la tarde del 16 de enero, durante la cual los sospechosos mostraron resistencia. Además, los atacantes incendiaron siete casas y mataron a seis civiles de la aldea. Los residentes y ancianos de la aldea de Tasnin y otras aldeas vecinas intentaron comunicarse con funcionarios de seguridad y políticos y con el mando policial en Homs, pero no recibieron respuesta alguna sobre las violaciones. [106]
- 16 de enero: SOHR informó que un joven fue asesinado a tiros indiscriminadamente en Jableh, en la zona rural de Latakia, mientras celebraba su liberación de las garras de un grupo de hombres armados. [107] Además, dos civiles de la aldea de Al-Majdal, en la zona de Mahradah, en la zona rural noroccidental de Hama, fueron secuestrados y asesinados a tiros por hombres armados no identificados. [108]
- 23 de enero: SOHR informó que el Comando de Operaciones Militares lanzó una campaña de seguridad a gran escala con la participación de hombres armados locales en las aldeas de Al-Ghozaylah, Al-Gharbiyah y Al-Hamam en la zona rural occidental de Homs, durante la cual cuatro civiles fueron ejecutados extrajudicialmente, diez civiles resultaron heridos y otros cinco fueron arrestados. También se documentaron varios ataques y abusos adicionales contra civiles, como obligarlos a rebuznar y ladrar, así como la destrucción de lápidas. [109]
- 30 de enero: el Observatorio Sirio de Derechos Humanos informó que 10 civiles fueron ejecutados por hombres armados desconocidos en la aldea de Arzah, en la zona rural del noroeste de Homs . Los hombres armados llamaron a las puertas de varias casas del pueblo y abrieron fuego contra los civiles, utilizando armas con silenciadores, y luego huyeron. [110]

#### Febrero
- 16 de febrero: un civil alauita fue secuestrado en el barrio de Al-Bayadah de Homs, según OSDH. Su cuerpo fue encontrado 48 horas después en el hospital Karam Al-Louz en Homs.[111]
- 18 de febrero: OSDH informó de la muerte de un civil chiita que había sido detenido previamente por el Servicio de Seguridad General durante una campaña de seguridad en la ciudad de Ghawr Gharbiyah, en la zona rural noroccidental de Homs, y encarcelado, cuyo cuerpo llegó al Hospital de Homs mostrando signos de tortura.[112]

#### Marzo
- 9 de marzo: el SOHR informó que más de 300 civiles alauitas habían sido masacrados en enfrentamientos en el oeste de Siria desde el 6 de marzo de 2025.[113]